# Benno Strauß

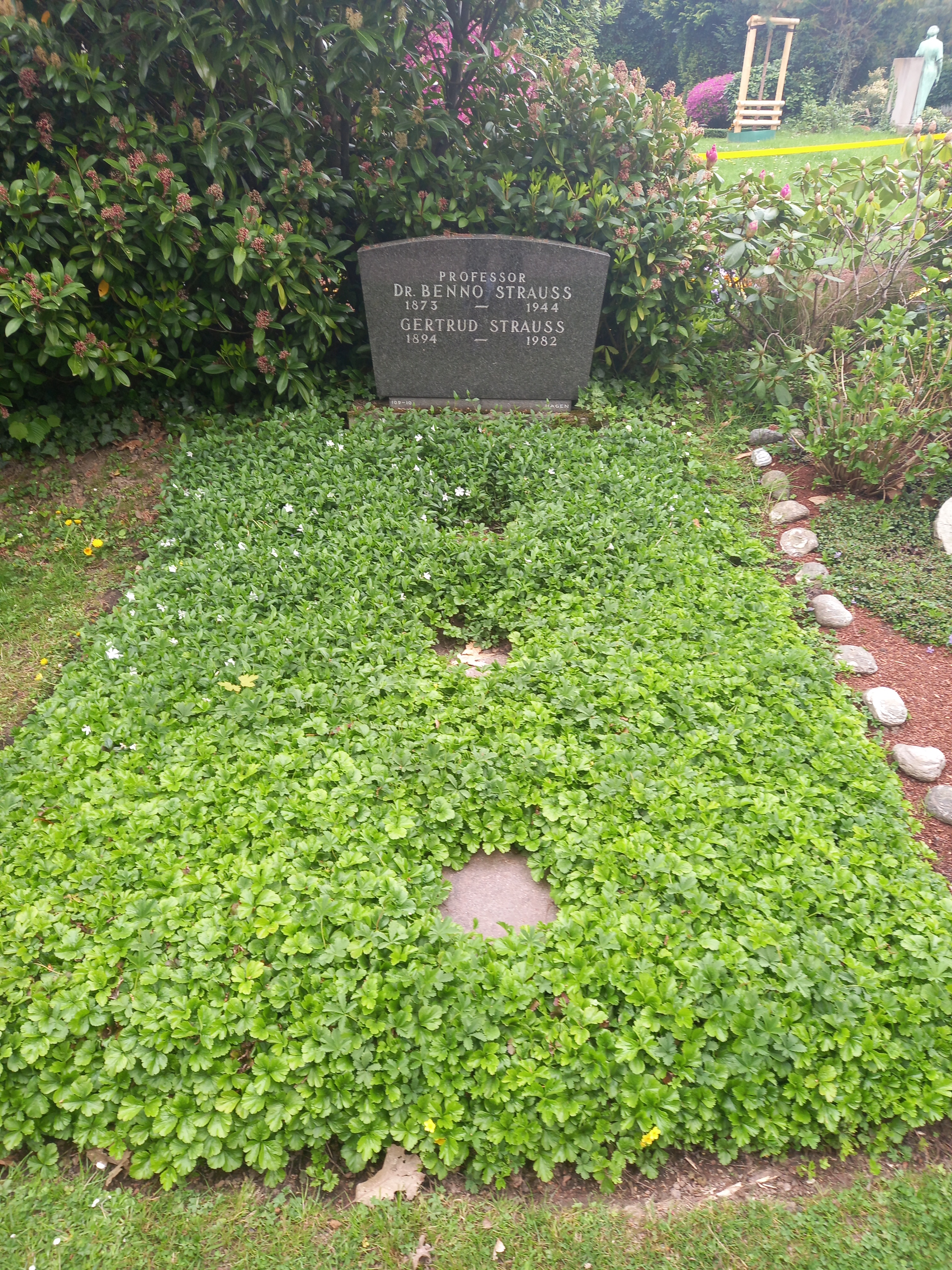
Das Grab von Benno Strauß und seiner zweiten Ehefrau Gertrud geborene Finkendey auf dem Friedhof Bredeney in Essen

Benno Strauß (* 30. Januar 1873 in Fürth; † 27. September 1944 in Vorwohle) war ein deutscher Metallurg und Physiker. Zusammen mit Eduard Maurer war er einer der Wegbereiter für den industriellen Einsatz von rostfreiem Stahl in Deutschland.

## Biographie
Benno Strauß wurde am 30. Januar 1873 in Fürth geboren. Sein Vater war der jüdische Kaufmann Nathan Strauß, seine Mutter war Babette Strauß, geborene Löwenhaar. 1917 ließ sich Strauß in Wiesbaden evangelisch taufen und trat damit in das Christentum über. Am 24. März 1924 heiratete er Gertrud, geb. Finkendey in zweiter Ehe.
Nach dem Besuch der Lateinschule in Fürth und des Realgymnasiums in Nürnberg und der dortigen Reifeprüfung im Jahr 1891 studierte Benno Strauß bis 1893 an der Technischen Hochschule München (heute TU München) Maschinenbau, Elektrotechnik und Physik. Danach besuchte er bis 1896 die Universität Zürich und promovierte dort in diesem Jahr zum Doktor der Philosophie.
Am 17. März 1896 nahm er eine Anstellung in der Physikalischen Abteilung der Friedrich Krupp AG in Essen an, deren Leiter er 1899 wurde. 1912 entwickelte er als Direktor der Krupp-Forschungsanstalt gemeinsam mit dem Ingenieur Eduard Maurer ein Verfahren zur Herstellung eines nichtrostenden Stahls auf Basis einer Nickel-Chrom-Legierung, der durch eine besondere Wärmebehandlung, das sogenannte Schlussglühen, kalt verformbar blieb oder auch besondere Festigkeit erlaubte. Dazu wurden von dem Patentbeamten Clemens Pasel zwei Patente angemeldet und 1919 rückwirkend erteilt. 1922 erhielt dieser Stahl die geschützte Bezeichnung NIROSTA (nicht rostender Stahl). Ebenfalls 1912 wurde er zum Königlich Preußischen Professor ernannt und bekleidete eine Dozentur an der Westfälischen Wilhelms-Universität in Münster. Seit 1924 war er Leiter aller Prüfinstitute und Versuchsanstalten der Kruppwerke in Essen und führte bei Krupp das Hartmetall WIDIA (wie Diamant) ein.
Zum 1. Januar 1935 kündigte ihm die Firma Krupp aufgrund seiner jüdischen Abstammung. Durch die Nürnberger Rassegesetze verlor er seine Professur und sah sich, wie alle jüdischen Deutschen zunehmender Diskriminierung und Entrechtung ausgesetzt. Aus Gestapo-Akten geht hervor, dass sein Mitarbeiter Eduard Maurer sich an Strauß rächte und ihn als Jude denunzierte. Nach der Nacht der Novemberpogrome 1938 kam Benno Strauß für eine Woche in Schutzhaft, das 127.000 Reichsmark umfassende Familienvermögen wurde eingezogen. Am 18. September 1944 wurde er von Essen aus, wo er bis dahin weiter lebte, zur Zwangsarbeit ins KZ Theresienstadt deportiert. Doch Benno Strauß verstarb bereits während eines Haltes im Arbeitslager Lenne bei Vorwohle im Landkreis Holzminden an einer Lungenentzündung.
1964 wurden seine sterblichen Überreste auf den Friedhof Bredeney in Essen überführt. Zu seinem Gedenken wurden in Essen und Fürth zwei Straßen nach ihm benannt. Im Jahre 2000 veröffentlichte die Westfälische Wilhelms-Universität in Münster eine Erklärung, wonach die in den Jahren 1933 bis 1945 aus rassistischen und politischen Gründen erfolgten Entlassungen nichtig sind.

## Auszeichnungen, Ehrungen

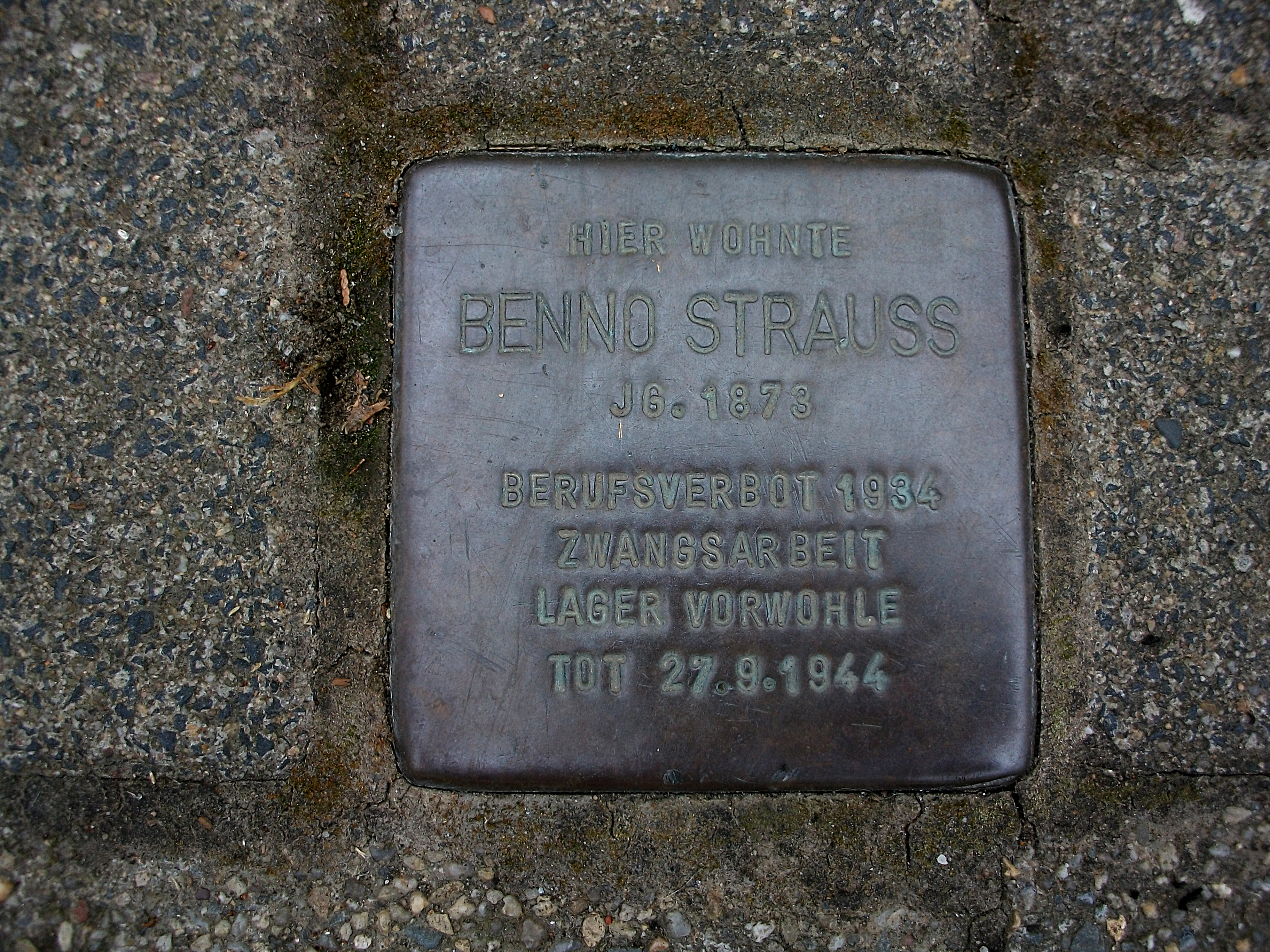
Stolperstein zu Benno Strauß in Essen

1927 wurde ihm die Bunsen-Denkmünze der Deutschen Bunsen-Gesellschaft verliehen und 1931 würdigte ihn das Franklin-Institut, Philadelphia mit der Howard N. Potts Medal.
Zu seinem Gedenken wurden in Essen und Fürth je eine Straße nach ihm benannt.
Vor seinem Wohnhaus in der Alfredstraße 289 in Essen wurde zum Gedenken an Benno Strauß als Opfer des Holocaust am 12. Oktober 2007 ein Stolperstein verlegt.
Im Oktober 2012 wurden im Gewerbepark „Complex2“ der Stadt Fürth, gelegen an der Benno-Strauß-Straße, mehrere Stahl-Wandbilder von Strauß angehängt. Dies geschah kurz vor der 100-jährigen Wiederkehr der Anmeldung des Edelstahl-Patents am 17. Oktober 1912.